# Martin Graf (Politiker, 1954)

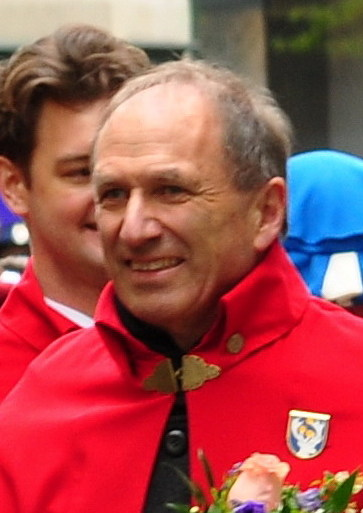
Martin Graf am Sechseläuten (2012)

Martin Anthony Graf (* 28. November 1954 in Stetten; heimatberechtigt in Oberhallau, Zürich und Illnau-Effretikon) ist ein Schweizer Politiker (Grüne) und ehemaliger Entwicklungshelfer.

## Biografie
Martin Graf ist der Sohn von Marc Graf, Direktionsmitglied der Georg Fischer AG, und Margareth Graf (geborene Smith, australischer Herkunft). Der schweizerisch-australische Doppelbürger ist in Stetten aufgewachsen und absolvierte 1974 an der Kantonsschule Schaffhausen die Matura, um danach an der ETH Zürich Agronomie zu studieren. Dieses Studium beendete er 1981 mit dem Abschluss als Ing. Agr. ETH. Von 1981 bis 1985 arbeitete er bei der Landwirtschaftlichen Beratungszentrale in Lindau (heute: Agridea Lindau). Von 1985 bis 1989 lebte und arbeitete Graf im Rahmen der Entwicklungszusammenarbeit für Intercooperation, Bern, als Projektleiter für Milchwirtschaft in Tansania. Graf spricht Englisch und Deutsch (Muttersprachen) sowie Französisch und Swahili.
1989 bis zu seiner Wahl in den Zürcher Regierungsrat war Graf in leitender Stellung bei Agridea in Lindau tätig, ergänzend zu seinem Amt als Stadtpräsident von Illnau-Effretikon, welches er seit 1998 in der vierten Legislaturperiode ausübte.
Graf hat aus seiner ersten Ehe fünf Kinder. 2012 heiratete er die grüne Kantonsrätin Esther Hildebrand.

## Politik
1989 trat Graf den Grünen Illnau-Effretikon bei. Ein Jahr später begann seine politische Karriere als Mitglied des Grossen Gemeinderates der Stadt Illnau-Effretikon. 1994 wurde Graf Stadtrat (Abteilung Gesundheit und Umwelt), ab 1998 war er durchgehend Stadtpräsident von Illnau-Effretikon. Ausserdem fungierte er als Präsident der Stadtentwicklungskommission und des Kulturforums. Darüber hinaus engagierte sich Graf seit 2002 als Vorstandsmitglied des Flughafenschutzverbands, ab 2004 als Vorstandsmitglied der Standortförderung Region Winterthur und ab 2006 als Ausschussmitglied in der Regionalplanungsgruppe Winterthur und Umgebung.
Am 3. April 2011 wurde Graf zum Regierungsrat des Kantons Zürich gewählt. Er verdrängte dabei Hans Hollenstein (CVP), der zwar das absolute Mehr erreichte, aber als Überzähliger ausschied. Im Regierungsrat amtete als Vorsteher der Direktion der Justiz und des Innern.
Am 12. April 2015 wurde Graf als Überzähliger aus dem Regierungsrat des Kantons Zürich abgewählt, ihm gemäss sei das neben dem schlechten Abschneiden der Grünen primär dem Fall «Carlos» geschuldet. Somit ereilte ihn dasselbe Schicksal wie vier Jahre zuvor Hans Hollenstein.